# Anna-Maria Wagner
Anna-Maria Wagner (Weingarten, 17 de mayo de 1996) es una deportista alemana que compite en judo.
Participó en los Juegos Olímpicos de Tokio 2020, obteniendo dos medallas de bronce, en la categoría de –78 kg y por equipo mixto.
Ganó dos medalla de oro en el Campeonato Mundial de Judo, en los años 2021 y 2024, y dos medallas en el Campeonato Europeo de Judo, en los años 2018 y 2024. Además, obtuvo una medalla de oro en el Campeonato Europeo de Judo por Equipo Mixto de 2018.
Fue la abanderada de Alemania en la ceremonia de apertura de los Juegos Olímpicos de París 2024 junto con el baloncestista Dennis Schröder.

## Palmarés internacional
| Juegos Olímpicos                    | Juegos Olímpicos      | Juegos Olímpicos  | Juegos Olímpicos |
| Año                                 | Lugar                 | Medalla           | Categoría        |
| ----------------------------------- | --------------------- | ----------------- | ---------------- |
| 2020                                | Tokio (Japón)         | Medalla de bronce | –78 kg           |
| 2020                                | Tokio (Japón)         | Medalla de bronce | Equipo mixto     |
| Campeonato Mundial                  |                       |                   |                  |
| Año                                 | Lugar                 | Medalla           | Categoría        |
| 2021                                | Budapest (Hungría)    | Medalla de oro    | –78 kg           |
| 2024                                | Abu Dabi (EAU)        | Medalla de oro    | –78 kg           |
| Campeonato Europeo                  |                       |                   |                  |
| Año                                 | Lugar                 | Medalla           | Categoría        |
| 2018                                | Tel Aviv (Israel)     | Medalla de bronce | –78 kg           |
| 2024                                | Zagreb (Croacia)      | Medalla de plata  | –78 kg           |
| Campeonato Europeo por Equipo Mixto |                       |                   |                  |
| Año                                 | Lugar                 | Medalla           | Categoría        |
| 2018                                | Ekaterimburgo (Rusia) | Medalla de oro    | Equipo mixto     |